# Manila Flamini
Manila Flamini (18 september 1987) is een Italiaanse synchroonzwemmer. Deelnemer aan de Olympische Spelen van 2016. Wereldkampioen synchroonzwemmen (gemengd duet technische routine) in 2017, medaillewinnaar in 2015 en 2019. Medaillewinnaar van het Europees kampioenschap synchroonzwemmen in 2006, 2008, 2012, 2014, 2016 en 2018.